# Der Schuss, der um die ganze Welt gehört wurde
Der Schuss, der um die ganze Welt gehört wurde ist in den USA eine bekannte Redewendung, die sich auf den Beginn des Amerikanischen Unabhängigkeitskrieges bezieht. Die Redewendung stammt aus der ersten Strophe von Ralph Waldo Emersons „Concord Hymn“ von 1837 und beschreibt die Wirkung der Schlacht von Lexington und Concord an der Alten Nordbrücke in Concord (Massachusetts) vom 19. April 1775.
Die Strophe lautet:

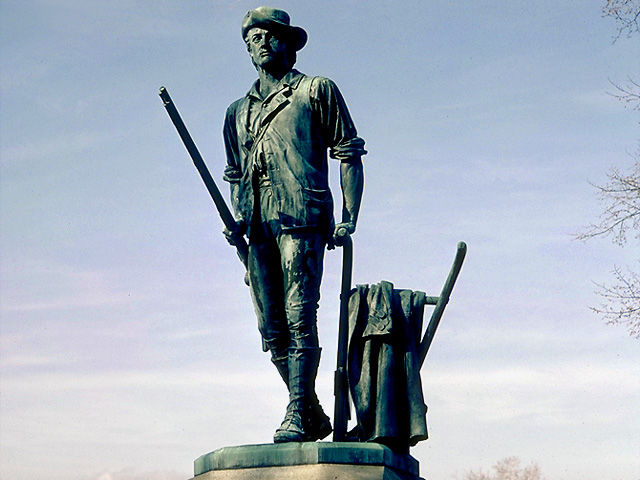
Die Strophe ist am Fuße der Statue The Minute Man von Daniel Chester French eingraviert.

| By the rude bridge that arched the flood, Their flag to April’s breeze unfurled Here once the embattled farmers stood And fired the shot heard ’round the world. | Bei der einfachen Brücke, die die Flut überspannte, Entfaltete sich ihre Flagge in der Aprilbrise. Hier standen einst die Farmer aufgereiht Und feuerten den Schuss, der auf der ganzen Welt gehört wurde. |

In der Phrase „der Schuss, der um die ganze Welt gehört wurde“ verwendete Emerson als rhetorisches Mittel die Hyperbel. Er schrieb die „Concord-Hymne“ als Widmung für ein Schlachtmonument nahe dem Haus seiner Familie. Die Worte sollten zum Ausdruck bringen, dass an diesem Ort ein wichtiges Ereignis stattfand, das etwas von globaler Bedeutung auslöste.
Die Phrase ist eine Analogie. Vielleicht repräsentiert das „Feuern des Schusses“ nur diese spezielle Schlacht, und was zu „hören“ war, waren die Nachrichten darüber. Vielleicht repräsentiert es aber auch den Beginn des gesamten Krieges, und was zu hören war, waren die Nachrichten über eine neue Nation und eine Niederlage für das Britische Empire. Oft wird geäußert, dass das „Feuern des Schusses“ den Beginn des Kampfes für Freiheit und gegen die Tyrannei bedeute und dass das „Hören“ die weltweiten Auswirkungen dieses Kampfes mit der amerikanischen Unabhängigkeitsbewegung als Vorbild bezeichne. Diese dritte Analogie könnte Emersons Glauben an den amerikanischen Exzeptionalismus reflektieren. Der Historiker David M. Wrobel schrieb:

„Emerson und Henry David Thoreau waren zuerst Transzendentalisten, zweitens möglicherweise romantische Nationalisten und drittens amerikanische Exzeptionalisten. Solche Unterscheidungen sind wichtig, wenn wir die gewaltigen Unterschiede und das Durcheinander der amerikanischen Denkweisen betrachten, anstatt die verschiedenen Ufer als sorgfältig gewebte Teile eines zusammenhängenden exzeptionalistischen Gefüges zu sehen.“

Für den heutigen Leser scheint es eine Ungereimtheit zwischen den „Farmer[n]“ (Mehrzahl), die „den Schuss“ (Einzahl) abfeuern, zu geben. Das könnte als Untertreibung Emersons interpretiert werden, mit der die Übertreibung am Ende der Phrase hervorgehoben werden soll. In Betracht zu ziehen wären auch anderslautende Definitionen von „Schuss“ als „Versuch“, „Schätzung“ oder „Wetteinsatz“, zum Beispiel „Give it your best shot“ – „Gib dein Möglichstes!“ oder „That bet is a long shot“ – „Das ist eine heikle Wette“. Eine wahrscheinlichere Erklärung ist jedoch, dass Emerson „Schuss“ einfach im kollektiven Sinn benutzte. Im Englischen heißt es auch „volleys of shot“ – „ein Hagel Schüsse“, wobei dort das Wort „Schuss“ in der Einzahl benutzt wird; im Deutschen steht dafür die Redewendung „sie gaben einen Schuss ab“. Damit soll ausgedrückt werden, dass mehrere Personen gleichzeitig einen Schuss abgaben. Die Übertreibung ist hierbei natürlich, dass die Schlacht selbst nicht laut genug war, um auf der ganzen Welt gehört zu werden.
In der Populärkultur wird die Redewendung oft mit dem Mysterium des ersten Flintenschusses des Krieges verbunden. Dieser fiel in Lexington (Massachusetts) am frühen Morgen des 19. April. Es ist nicht bekannt, ob ein Soldat der British Army oder ein Angehöriger der Miliz der Patrioten diesen ersten Schuss in der Schlacht von Lexington und Concord abgab.
Die „Schoolhouse Rock!“-Bildungskurzfilme schließen einen Teil „America Rock“ über den Amerikanischen Unabhängigkeitskrieg ein, der „Der Schuss, der auf der ganzen Welt gehört wurde“ heißt. Geschrieben und vorgetragen von Bob Dorough, schreibt er den ersten Schuss den Briten zu.

## Sport
Die Redewendung wird auch für dramatische Momente der US-amerikanischen Sportgeschichte verwendet:
- Hauptsächlich im Baseball wird die Redewendung für Bobby Thomsons Walk-Off-Homerun verwendet, der den New York Giants 1951 den Titel der National League sicherte. Dieses Spiel wurde als erstes landesweit im Fernsehen übertragen und zudem per Radio „um die ganze Welt“ zu US-Truppen, u. a. denen im Koreakrieg.
- Im Golf wird sie verwendet, um Gene Sarazens Albatros in der Finalrunde am 15. Loch, einem Par 5, beim Masters Tournament 1935 zu beschreiben, wo er seinen zweiten Schlag aus etwa 200 Metern einlochen konnte.
- Im Fußball wird sie verwendet, um das Tor von Paul Caligiuri für die Fußballnationalmannschaft der Vereinigten Staaten gegen Trinidad und Tobago in Port of Spain 1989 zu beschreiben, das das Team für die Fußball-Weltmeisterschaft 1990 qualifizierte und dem US-amerikanischen Fußball wieder in die internationale Liga half.